# 宮崎県道312号木城西都線
宮崎県道312号木城西都線（みやざきけんどう312ごう きじょうさいとせん）は、宮崎県児湯郡木城町から西都市に至る一般県道である。

## 概要

### 路線データ
- 起点：児湯郡木城町大字椎木[1]（木城町出店交差点、宮崎県道304号木城高鍋線交点）
- 終点：西都市大字岡富[1]（宮崎県道18号荒武新富線交点）

## 歴史
- 1976年（昭和51年）9月1日 - 宮崎県告示第948号の2[1]により路線認定される。

## 路線状況

### 道路施設

#### 橋梁
高城橋（小丸川）

## 地理

### 通過する自治体
- 児湯郡木城町
- 西都市
- 児湯郡高鍋町
- 児湯郡新富町
- 西都市

### 交差する道路
| 交差する道路            | 市町村名 | 市町村名 | 交差する場所 | 交差する場所            |
| ----------------------- | -------- | -------- | ------------ | ----------------------- |
| 宮崎県道304号木城高鍋線 | 児湯郡   | 木城町   | 大字椎木     | 木城町出店交差点 / 起点 |
| 宮崎県道313号杉安高鍋線 | 西都市   | 西都市   | 茶臼原       | 穂北地区                |
| 宮崎県道24号高鍋高岡線  | 児湯郡   | 新富町   | 大字新田     | 大口川交差点            |
| 宮崎県道18号荒武新富線  | 西都市   | 西都市   | 大字岡富     | 終点                    |

### 交差する河川
- 小丸川（高城橋）
- 宮田川
- 鬼付女川

### 沿線
- 児湯郡木城町
  - 木城町役場
  - 木城町立木城小学校（閉校）
  - 木城町立木城中学校（閉校）
- 西都市
  - 西都市立茶臼原小学校
- 児湯郡新富町
  - 新田原古墳群
  - 春日神社